# 雷肖恩·哈蒙茲
雷肖恩·哈蒙茲（英語：Rayshaun Hammonds，1997年11月10日—）為美國男子籃球運動員，2023-24賽季效力於俄羅斯球隊薩拉托夫公路，共出賽41場，場均上場26分9秒，可貢獻16.2分、6.3籃板、1.2助攻，2024年6月韓國籃球聯賽水原KT音速彈宣布簽下哈蒙茲。

## 外部連結
- 雷肖恩·哈蒙茲在fiba.basketball（英语）
- 雷肖恩·哈蒙茲在德國籃球甲級聯賽（德语）
- 雷肖恩·哈蒙茲在韓國籃球聯賽（英语）
- 雷肖恩·哈蒙茲在Basketball-Reference.com（NBA）（英语）
- 雷肖恩·哈蒙茲在Basketball-Reference.com（NBA G聯盟）（英语）
- 雷肖恩·哈蒙茲在Sports-Reference.com（NCAA）（英语）
- 雷肖恩·哈蒙茲在Eurobasket.com（球員）（英语）
- 雷肖恩·哈蒙茲在Proballers（英语）
- 雷肖恩·哈蒙茲在RealGM（英语）
- 雷肖恩·哈蒙茲在Flashscore（英语）